# Lo stupro
Lo stupro (Le viol) è un dipinto del pittore francese Edgar Degas, realizzato nel 1868-1869 e conservato al Philadelphia Museum of Art.

## Descrizione
Intérieur – è questa la denominazione originaria assegnata da Degas, che ha sempre guardato con diffidenza il titolo vulgato de Le viol [Lo stupro] – riassume in nuce l'atteggiamento che il pittore aveva nei confronti della luce notturna, e si propone in particolare come uno studio atto a «mettere particolarmente in risalto la luce crepuscolare, le lampade, le candele, ecc.». In effetti questa è una tela che dimostra in maniera esemplare le divergenze tra la poetica di Degas e quella degli Impressionisti. Mentre questi ultimi erano completamente assoggettati al plein air e ricercavano indefessamente i fremiti cromatici della natura, Degas prediligeva gli accordi offerti dal nero, dall'ocra e dalla luce artificiale, la quale – a differenza di quella naturale – poteva essere manipolata più facilmente.
Degas risolve in maniera magistrale la tessitura luministica di questo dipinto, giocandola sul sapiente dosaggio tra il buio, crudo e minaccioso, e la luce fioca dell'abat-jour e del fuoco del caminetto. A sinistra è raffigurata una donna in sottoveste, afflosciata su una sedia, impotente e umiliata. Il corsetto abbandonato sul pavimento, il letto intatto, le forbici aperte sul tavolo a fianco ai monili e la fodera della scatola tinta di un rosso macabro sono indizi molto eloquenti che confermano la tristezza dell’episodio che si è appena consumato. Persino lo specchio sullo sfondo, espediente già usato da Degas ne La famiglia Bellelli, non serve per ampliare in maniera disinvolta lo spazio pittorico bensì rinvia a una sensazione di confusione e malessere. A destra del dipinto, infine, incombe minacciosamente l'uomo, luttuoso fantasma dell'Ottocento, che osserva silenziosamente la scena e la disperazione della compagna. I suoi occhi scintillano enigmaticamente nel buio, e come se non bastasse emana un'ombra scura e inquietante.
Di là dal gioco allusivo delle immagini, in questa scena emergono precisi «messaggi». Il dipinto, infatti, contiene una ricca simbologia che Degas espone impietosamente agli occhi dello spettatore, il quale diventa inconsapevolmente testimone dell'efferatezza dello «stupro». Di seguito viene riportata la lettura datane dal critico d'arte Bernd Growe:
(Bernd Growe)
Il dipinto, che con il suo macabro espressionismo sembra quasi preludere ad alcune soluzioni che verranno adottate nel Novecento da Edvard Munch, si ispira a diverse fonti letterarie e figurative. Il tema, per esempio, era già stato affrontato nel Settecento da Fragonard, autore di un dipinto denominato Il chiavistello dove tuttavia la lotta non è rivisitata in chiave drammatica e, anzi, la sua giocosità dichiara l’imminenza di un amplesso amoroso. Per quanto concerne i debiti con la letteratura vi sono interpretazioni divergenti: Rivière, ad esempio, vi ha individuato dipendenze con Francois d’Hérilieu di Duranty, mentre Adhémer e Reff vi ravvisano un'eco rispettivamente della Madeleine Férat e della Teresa Raquin di Zola.